# Ygeltjärnen (Fors socken, Jämtland, 698144-154103)
Ygeltjärnen är en sjö i Ragunda kommun i Jämtland och ingår i Indalsälvens huvudavrinningsområde. Sjön har en area på 0,0507 kvadratkilometer och ligger 253 meter över havet.
Sjön ingår i naturreservatet Ygeltjärn.

## Delavrinningsområde
Ygeltjärnen ingår i det delavrinningsområde (697995-154431) som SMHI kallar för Nedlagd mätstation. Medelhöjden är 225 meter över havet och ytan är 17,53 kvadratkilometer. Räknas de 2319 avrinningsområdena uppströms in blir den ackumulerade arean 24 825,66 kvadratkilometer. Avrinningsområdets utflöde Indalsälven mynnar i havet. Avrinningsområdet består mestadels av skog (80 procent). Avrinningsområdet har 0,12 kvadratkilometer vattenytor vilket ger det en sjöprocent på 0,7 procent.